# James Wright (Politiker)

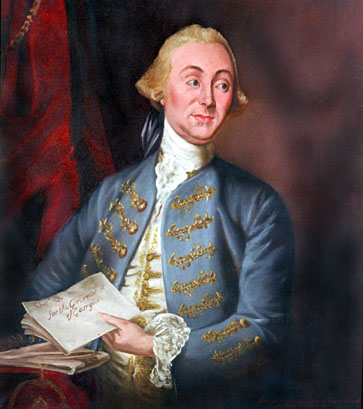
James Wright (Gemälde von Andrea Soldi)

James Wright (* 8. Mai 1716 in London; † 20. November 1785 ebenda) war ein britischer Jurist und Kolonialpolitiker.

## Lebenslauf
James Wright war der Sohn von Robert Wright, der zwischen 1730 und 1739 das Amt des Obersten Richters in der Province of South Carolina ausübte. James folgte seinen Vater nach South Carolina, wo er in Charleston als Rechtsanwalt praktizierte, was auf ein früheres Jurastudium schließen lässt. Außerdem bewirtschaftete er dort Plantagen. Zwischen 1742 und 1757 war er Generalstaatsanwalt der Kolonie South Carolina.  Anschließend kehrte er für drei Jahre nach London zurück, wo er die Interessen South Carolinas vertrat. Im Jahr 1760 wurde er zum kolonialen Vizegouverneur der Province of Georgia ernannt. Damit wurde er Stellvertreter von Henry Ellis. Nach dessen Amtsverzicht folgte ihm Wright als neuer Gouverneur der Kolonie nach. Dieses Amt bekleidete er zwischen 1760 und 1776. Er verkaufte einen Teil seiner Ländereien in South Carolina und erwarb dafür Land in Georgia.
Zu Beginn seiner Amtszeit als Gouverneur war der Siebenjährige Krieg in Nordamerika noch in vollem Gange. Nach Kriegsende handelte er mit den Indianern Verträge aus, die den Kolonisten weiteren Landerwerb zugestanden. Damit wurde das Gebiet der Kolonie erweitert. Unter anderem wurden aus der Kolonie North Carolina vertriebene Quäker in den neuen Gebieten angesiedelt. In den ersten Jahren erlebte die Kolonie auch dadurch einen beachtlichen Aufschwung. Die ersten Schwierigkeiten begannen ab dem Jahr 1765. Die neue Steuerpolitik der britischen Regierung war auch in Georgia unbeliebt und umstritten. Trotzdem war die Kolonie Georgia die einzige der 13 britischen Kolonien an der Ostküste Nordamerikas, die den Stamp Act umsetzte. Trotz erheblicher Bedenken gegenüber britischen Beamten war Georgia bis zum Ausbruch des Unabhängigkeitskriegs die gegenüber London loyalste Kolonie. Die Kolonie entsandte auch keine Delegierten zum Ersten Kontinentalkongress im Jahr 1774. Allerdings sprang der revolutionäre Funke dann doch auf Georgia über. Beim Zweiten Kontinentalkongress im Jahr 1775 waren nun auch Delegierte aus Georgia anwesend.
Seit Anfang des Jahres 1776 kam es in Georgia zu Kampfhandlungen zwischen den amerikanischen Unabhängigkeitskämpfern und dem britischen Militär bzw. den Loyalisten. Dabei geriet Gouverneur Wright vorübergehend in Gefangenschaft, als sein Wohnsitz gestürmt wurde. Am 11. Februar 1776 gelang ihm die Flucht auf das britische Schiff HMS Scarborough. Als Verhandlungen mit den Amerikanern ergebnislos blieben, segelte Wright nach England zurück, womit seine 16-jährige Zeit als Gouverneur vorläufig endete. In der Folge amtierten in dem britisch verbliebenen Teil der Kolonie Militärgouverneure. Im Jahr 1778 kehrte er mit einer britischen Flotte nach Georgia zurück. Dort gelang es ihm mit Hilfe des britischen Militärs, die Kontrolle über einen großen Teil der Kolonie wiederzuerlangen und die britische Herrschaft wiederherzustellen. In den Jahren 1779 bis 1782 übte er erneut das Amt des Gouverneurs über die unter britischer Kontrolle stehenden Gebiete der Kolonie aus. Diese Zeit war von den Kämpfen des anhaltenden Unabhängigkeitskriegs geprägt. Als sich die britische Niederlage in diesem Kampf abzeichnete, verließ James Wright am 11. Juli 1782 Georgia. Er war damit der letzte britische Gouverneur Georgias. Mit der britischen Kapitulation verlor er auch seine Besitztümer in Georgia und South Carolina, die von den amerikanischen Siegern eingezogen und neu verteilt wurden. Wright verbrachte seinen Lebensabend wieder in London, wo er am 20. November 1785 verstarb. Er wurde in der Westminster Abbey beigesetzt.